# Schitul Lespezi
Schitul Lespezi este un sit istoric situat în Județul Prahova, în aria localității Posada. Administrativ, intră în aria orașului Comarnic.
Situl este prezent într-o serie de evidențe ale Ministerului Culturii, Protoieriei Câmpina și autorităților locale și este mediatizat ca obiectiv turistic major sub numele de „Schitul Lespezi”.
În fapt, schitul propriu-zis, mănăstirea, a ars. Ceea ce se păstrează este fosta capelă a schitului, Biserica cu hramul Sfânta Treime, una dintre cele mai vechi, mai frumoase și mai bine conservate ctitorii cantacuzine de pe Valea Prahovei. 
Biserica se află în localitatea Posada, pe malul drept al râului Prahova, la baza muntelui Pleșuva Mică, în mijlocul unei păduri de fag aflată la mică distanță de orașul Comarnic, în județul Prahova.
Actuala biserică a schitului a fost construită în anul 1661, de ctitorii Pârvu si Drăghici Cantacuzino. Biserica din Schitul Lespezi a fost zugrăvită în frescă intre anii 1687-1693, în vremea Sfântului voievod Constantin Brâncoveanu, de către renumitul zugrav de biserici Pârvu Mutu. Se crede că aceasta este prima lucrare în frescă a lui Pârvu Mutu. Biserica a fost zugravită în doua etape, despărțite de o perioadă însemnată de timp, mai întâi partea de sus, apoi partea de jos.

## Istorie
Drăghici Cantacuzino, spătar la Curtea Domnească a Țării Românești, împreună cu fiul său Pârvu Cantacuzino, logofăt, sunt cei doi ctitori zugrăviți pe peretele de nord al bisericii. Sunt cunoscute trei versiuni în ceea ce privește data punerii pietrei de temelie: 1661, 1667 și 1674 (am citat-o mai sus pe cea mai probabilă). Spătarul Drăghici, începătorul zidirii, a murit în timpul unei călătorii spre Constantinopol, iar fiul său i-a continuat și împlinit ctitoria între anii 1674-1686, în timpul domniilor lui Andrei Vodă și a lui Șerban Cantacuzino, unchiul lui Pârvu. Legătura dintre cele două generații: tatăl – Drăghici și fiul – Pârvu, a fost ilustrată de pictorul Pârvu Mutu prin reprezentarea unei bisericuțe pe care o țin în mână ambii ctitori. 
Începând cu anul 1863, odată cu secularizarea averilor mănăstirești, biserica Schitului Lespezi a fost folosita ca biserică parohială.
Documentele în care era înscrisă istoria Schitului Lespezi au fost duse +n Mănăstirea Poiana, spre păstrare, însa, în urma unui incendiu, acestea au pierit pentru totdeauna.

### Perioada contemporană
Biserica închinată Sfintei Treimi a fost resfințită în anul 1906, de către mitropolitul Iosif Gheorghian, în vremea regelui Carol I, care a acordat o deosebită atenție bisericuței.
Începând cu anul 2006, Consiliul local Comarnic și Protoieria Câmpina au executat lucrări de renovare și restaurare.
În prezent este biserică de parohie, aparținând de Protoieria Câmpina.